# Championnat du Malawi de football 2019
Navigation
Saison précédente Saison suivante
La saison 2019 du Championnat du Malawi de football est la trente-quatrième édition de la Super League, le championnat de première division malawite. Elle se déroule sous la forme d’une poule unique avec seize formations, qui s’affrontent à deux reprises. En fin de saison, les trois derniers du classement sont relégués et remplacés par les trois meilleurs clubs de deuxième division malawite.
Le club de FC Bullets est le tenant du titre.

## Les clubs participants
- FC Bullets
- Moyale Barracks FC
- Blue Eagles FC
- Master Security Rangers
- Silver Strikers
- Mlatho Mponela  - Promu de D2
- Chitipa United  - Promu de D2
- ADMARC Tigers
- Be Forward Wanderers
- Kamuzu Barracks FC
- Civil Services United
- Ntopwa FC - Promu de D2
- Karonga United
- TN Stars Sunday
- Mzuzu University FC
- Dwangwa United

## Compétition

### Classement
| Rang | Équipe                  | Pts | J  | G  | N  | P  | Bp | Bc | Diff |
| ---- | ----------------------- | --- | -- | -- | -- | -- | -- | -- | ---- |
| 1    | FC Bullets T            | 70  | 30 | 21 | 7  | 2  | 62 | 13 | +49  |
| 2    | Be Forward Wanderers    | 69  | 30 | 21 | 6  | 3  | 55 | 15 | +40  |
| 3    | Blue Eagles FC C        | 53  | 30 | 15 | 8  | 7  | 48 | 34 | +14  |
| 4    | Silver Strikers         | 53  | 30 | 15 | 8  | 7  | 40 | 28 | +12  |
| 5    | Civil Service United    | 44  | 30 | 13 | 5  | 12 | 38 | 32 | +6   |
| 6    | Moyale Barracks FC      | 42  | 30 | 11 | 9  | 10 | 32 | 31 | +1   |
| 7    | Kamuzu Barracks FC      | 42  | 30 | 11 | 9  | 10 | 22 | 22 | 0    |
| 8    | TN Stars Sunday         | 41  | 30 | 12 | 5  | 13 | 31 | 40 | -9   |
| 9    | Azam Tigers             | 38  | 30 | 10 | 8  | 12 | 34 | 24 | +10  |
| 10   | Karonga United          | 37  | 30 | 10 | 7  | 13 | 36 | 45 | -9   |
| 11   | Ntopwa FCP              | 35  | 30 | 11 | 2  | 17 | 41 | 48 | -7   |
| 12   | Mzuzu University FC     | 32  | 30 | 7  | 11 | 12 | 27 | 37 | -10  |
| 13   | Chitipa United P        | 32  | 30 | 7  | 11 | 12 | 31 | 47 | -16  |
| 14   | Dwangwa United          | 30  | 30 | 8  | 6  | 16 | 31 | 52 | -21  |
| 15   | Mlatho Mponela P        | 23  | 30 | 5  | 8  | 17 | 25 | 45 | -20  |
| 16   | Master Security Rangers | 20  | 30 | 4  | 8  | 18 | 22 | 52 | -30  |

|  | Qualification pour la Ligue des champions de la CAF 2020-2021                            |
|  | Qualification pour la Coupe de la confédération 2020-2021                                |
|  | Relégation directe en deuxième division                                                  |
|  | T : Tenant du titre C : Vainqueur de la Coupe du Malawi P : Club promu de Premier League |

## Bilan de la saison
| Championnat du Malawi de football 2019                             |                         |
| Champion                                                           | FC Bullets (14e titre)  |
| Coupes et trophées                                                 |                         |
| Vainqueur de la Coupe du Malawi 2019                               | Blue Eagles FC          |
| Qualifications continentales                                       |                         |
| Ligue des champions de la CAF 2020-2021                            | FC Bullets              |
| Coupe de la confédération 2020-2021                                | aucun                   |
| Promotions et relégations                                          |                         |
| Promus en Super League                                             | Red Lions               |
| Promus en Super League                                             | Ekwendeni Hammers       |
| Promus en Super League                                             | MAFCO                   |
| Relégués en Championnat du Malawi de football de deuxième division | Dwangwa United          |
| Relégués en Championnat du Malawi de football de deuxième division | Mlatho Mponela          |
| Relégués en Championnat du Malawi de football de deuxième division | Master Security Rangers |